# فرنان ژوردان
فرنان ژوردان (فرانسوی: Fernand Jourdant‎; ۳ فوریهٔ ۱۹۰۳ – ۲ ژانویهٔ ۱۹۵۶) شمشیرباز اهل فرانسه بود.
وی در مسابقات کشوری و بین‌المللی در مجموع برندهٔ ۱ مدال طلا شده‌است.